# اچ‌دی ۳۸۸۳
اچ‌دی ۳۸۸۳ یک ستاره است که در صورت فلکی آندرومدا قرار دارد.